# World Series of Poker Europe
Le World Series of Poker Europe (WSOPE) rappresentano l'espansione europea delle World Series of Poker.

## Storia
Sin dal 1970, la competizione si è svolta annualmente a Las Vegas; nel settembre 2007, per la prima volta nella storia, le World Series of Poker si sono svolte fuori dal Nevada. Sebbene anche in passato alcuni eventi WSOP fossero stati organizzati in località differenti, tuttavia i tornei principali per l'assegnazione di un braccialetto si disputarono sempre a Las Vegas.
Nel 2004 la Harrah's Entertainment acquistò i diritti del marchio WSOP. Due anni più tardi la Harra's acquisì la London Clubs International, una catena di casinò londinese, decidendo altresì di organizzare proprio a Londra le World Series of Poker Europe.

## Edizioni
La prima edizione delle World Series of Poker Europe si tenne dal 6 al 17 settembre. Furono assegnati tre braccialetti, di cui uno per il Main Event, che andò alla norvegese Annette Obrestad.
Nel 2008 e nel 2009 i braccialetti furono quattro; a vincere il Main Event furono rispettivamente: John Juanda e Barry Shulman. L'edizione 2010 ha previsto l'assegnazione di cinque braccialetti, ed il Main Event è stato vinto da James Bord. L'edizione 2011 si è svolta a Cannes in Francia; sono stati assegnati 7 braccialetti ed il vincitore del Main Event è stato Elio Fox. La località è rimasta invariata per la successiva edizione del 2012, che ha assegnato 7 braccialetti ed ha visto come vincitore del Main Event Phil Hellmuth. Nel 2013 viene annunciata la rotazione tra WSOP Europe e World Series of Poker Asia Pacific, con quest'ultima che si terrà negli anni pari e WSOPE negli anni dispari. L'edizione del 2015 si tiene a Berlino in Germania, vengono assegnati per la prima volta 10 braccialetti e vede prevalere Kevin MacPhee nel Main Event.

## Vincitori del Main Event
| Edizione   | Vincitore                 | Premio      | Partecipanti | Ultimo giocatore eliminato |
| ---------- | ------------------------- | ----------- | ------------ | -------------------------- |
| WSOPE 2007 | Annette Obrestad 7♥ 7♠    | £ 1.000.000 | 362          | John Tabatabai 5♠ 6♦       |
| WSOPE 2008 | John Juanda K♠ 6♣         | £ 868.800   | 362          | Stanislav Alekhin A♣ 9♠    |
| WSOPE 2009 | Barry Shulman 10♣ 10♠     | £ 801.603   | 334          | Daniel Negreanu 4♠ 4♦      |
| WSOPE 2010 | James Bord 10♦ 10♥        | £ 830.401   | 346          | Fabrizio Baldassari 5♠ 5♥  |
| WSOPE 2011 | Elio Fox A♦ 10♠           | 1400000 €   | 593          | Chris Moorman A♥ 7♠        |
| WSOPE 2012 | Phil Hellmuth A♥ 10♦      | 1022376 €   | 420          | Sergii Baranov A♠ 4♣       |
| WSOPE 2013 | Adrián Mateos A♠ K♣       | 1000 €      | 375          | Fabrice Soulier 8♦ 9♦      |
| WSOPE 2015 | Kevin MacPhee A♦ 4♦       | 883000 €    | 313          | David Lopez K♦ K♣          |
| WSOPE 2017 | Marti Roca Q♥ 5♦          | 1115207 €   | 529          | Gianluca Speranza 10♠ 8♦   |
| WSOPE 2018 | Jack Sinclair Q♥ 9♣       | 1122239 €   | 534          | Laszlo Bujtas J♦ 7♠        |
| WSOPE 2019 | Alexandros Kolonias A♠ K♠ | 1133678 €   | 541          | Claas Segebrecht 3♦ 3♣     |
| WSOPE 2021 | Josef Guláš A♦ 10♠        | 1276712 €   | 688          | Johan Guilbert 2♣ 2♥       |
| WSOPE 2022 | Omar Eljach Q♠ Q♦         | 1380129 €   | 763          | Jonathan Pastore A♣ 8♦     |
| WSOPE 2023 | Max Neugebauer J♠ 8♣      | 1500000 €   | 817          | Eric Tsai J♦ 9♦            |
| WSOPE 2024 | Simone Andrian 10♥ 10♣    | 1300000 €   | 768          | Urmo Velvelt A♥ 10♠        |